# Sauvetrea machupicchuensis
Sauvetrea machupicchuensis är en orkidéart som först beskrevs av Eric Alston Christenson och N.Salinas, och fick sitt nu gällande namn av Mario Alberto Blanco. Sauvetrea machupicchuensis ingår i släktet Sauvetrea och familjen orkidéer.
Artens utbredningsområde är Peru. Inga underarter finns listade i Catalogue of Life.